# Prosta historia o miłości
Prosta historia o miłości – polski film z 2010 roku, połączenie melodramatu i komedii. Jest to debiut reżyserski Arkadiusza Jakubika. Dystrybutorem produkcji jest SPinka. Obraz otworzył Sopot Film Festival 2010.

## Fabuła
Dwoje scenarzystów podczas podróży pociągiem opowiada historię kobiety i mężczyzny. Na oczach widzów próbują stworzyć fabułę scenariusza filmowego: prostej historii o miłości. Historię Marty i Aleksa; ich przypadkowego spotkania podczas pierwszego dnia wakacji, na trasie Łódź Kaliska – Hel. Nie wydaje się, żeby pomiędzy tą dwójką mogło zajść coś wyjątkowego, jednak z czasem się to zmienia.

## Ekipa
- reżyseria: Arkadiusz Jakubik
- scenariusz: Maciej Sobieszczański
- zdjęcia: Mirosław Jakubik
- scenografia: Włodzimierz Szyrle
- montaż: Paweł Laskowski
- muzyka: Jarosław Wójcik
- kierownik produkcji: Wiesław Łysakowski
- producent: Wiesław Łysakowski, Arkadiusz Jakubik

## Obsada
- Magdalena Popławska – Marta
- Rafał Maćkowiak – Aleks
- Bartłomiej Topa
- Edyta Olszówka
- Andrzej Andrzejewski – II reżyser
- Ewa Lorska
- Jacek Lenartowicz

## Nagrody
- 2010: Festiwal Polskich Filmów Fabularnych – Nagroda Główna w Konkursie Kina Niezależnego[3]
- 2011: Orzeł – Odkrycie roku (Arkadiusz Jakubik, nominacja)[4]